# Agasi Sarkisjan
Agasi Sarkisjan (orm. Աղասի Սարգսյան, ur. 15 stycznia 1905 w Jeghegnadzorze, zm. w lutym 1985 w Moskwie) – polityk Armeńskiej SRR.

## Życiorys
Od maja do grudnia 1921 był sekretarzem Departamentu Budżetowego Ludowego Komisariatu Finansów Armeńskiej SRR, a od grudnia 1921 do sierpnia 1923 słuchaczem kursów Ludowego Komisariatu Rolnictwa Armeńskiej SRR, w którym następnie pracował, od września 1925 do marca 1930 studiował w Nowoczerkaskim Instytucie Melioracji Gospodarki Rolnej. Od kwietnia 1930 do listopada 1937 pracował jako inżynier, starszy inżynier, kierownik grupy projektowej i zastępca szefa działu w Głównym Zarządzie Gospodarki Wodnej Ludowego Komisariatu Rolnictwa Armeńskiej SRR, jednocześnie 1931-1941 wykładał w Erywańskim Instytucie Rolniczym, od 1932 należał do WKP(b). Od listopada 1937 do grudnia 1938 kierował Wydziałem Przemysłowym Komunistycznej Partii (bolszewików) Armenii, od 23 grudnia 1938 do 2 października 1940 był III sekretarzem, a od 2 października 1940 do 16 listopada 1943 II sekretarzem KC KP(b)A, od 27 lipca 1943 do 16 marca 1944 był przewodniczącym Rady Najwyższej Armeńskiej SRR. Od 8 listopada 1943 do 31 marca 1947 był przewodniczącym Rady Komisarzy Ludowych/Rady Ministrów Armeńskiej SRR, od maja 1947 do listopada 1952 wiceministrem gospodarki rolnej RFSRR, od listopada 1952 do maja 1953 zastępcą przewodniczącego Państwowego Komitetu ds. Gospodarki Wodnej Rady Ministrów RFSRR, później pracował w Ministerstwie Gospodarki Wodnej RFSRR i Ministerstwie Gospodarki Rolnej RFSRR/Ministerstwie Melioracji i Gospodarki Wodnej RFSRR, w lutym 1975 przeszedł na emeryturę.

## Odznaczenia
- Order Lenina (dwukrotnie)
- Order Wojny Ojczyźnianej I klasy (1 lutego 1945)
- Order Czerwonego Sztandaru Pracy (23 listopada 1940)